# Ri Se-gwang
Ri Se-gwang (리세광?; 21 gennaio 1985) è un ginnasta nordcoreano, vincitore della medaglia d'oro al volteggio ai Giochi di Rio de Janeiro 2016.